# Открытая книга (топология)
Открытая книга — разложение замкнутого 3-мерного многообразия в объединение поверхностей (страниц книги) с общим краем краем (корешком книги).

## Определение
Открытая книга 3-мерного многообразия {\displaystyle M} — это пара {\displaystyle (B,\pi )}, где
- {\displaystyle B} — ориентированное зацепление в {\displaystyle M}, называемое корешком книги;
- {\displaystyle \pi \colon M\backslash B\to \mathbb {S} ^{1}} — расслоение дополнения корешка, что для каждого {\displaystyle \theta \in \mathbb {S} ^{1}}, {\displaystyle \pi ^{-1}(\theta )} является внутренностью компактной поверхности {\displaystyle \Sigma } в {\displaystyle M} с границей {\displaystyle B}. Поверхность {\displaystyle \Sigma } называется страницей книги.

## Свойства
- Всякое связное замкнутое трёхмерное многообразие может быть представлено как открытая книга со страницами, гомеоморфными (если многообразие ориентировано) диску с дырами или (если многообразие неориентировано) ленте  Мёбиуса с дырами.[1]

- Теорема Жиру. Пусть М — компактное ориентированное 3-мерное многообразие. Тогда существует биекция между множеством ориентированных контактных структур на М с точностью до изотопии и множества открытых книг на М с точностью до положительной стабилизации.
  - Положительная стабилизация включает изменение страницы путем добавления 2-мерной 1-ручки и изменения монодромии путем добавления положительного скручивания Дена по кривой, которая проходит над ручкой ровно один раз.